# 香港市民支援愛国民主運動連合会
香港市民支援愛国民主運動連合会（ほんこんしみんしえんあいこくみんしゅうんどうれんごうかい、繁体字：香港市民支援愛國民主運動聯合會、英語: Civil Human Rights Front）は、支連会（繁体字：支聯會）とも称される香港の泛民主派政治組織であり、1989年5月21日に中国学生運動的全球華人大遊行で発足した。最大時には泛民主派の立法委員の約半数が支連会と民主党の両方に所属していた。

## 概要
天安門事件以後に支連会は毎年、六四燭光晩会とよばれる天安門事件追悼集会を開いてきた。また、天安門事件の博物館を香港で、維持管理運営してきたのも本団体である。「愛国」「民主」「人権」などが確立された中国を目指すとしている。スローガンは「釋放民運人士、平反八九民運、追究屠城責任、結束一党專政、建設民主中国」である。

### 雨傘運動以後
雨傘運動以後は、若い世代を中心に自らを中国人ではなく香港人とみなす世代が増え始め、反中国共産党であるが愛中国などのスローガンに拒否感を示す若者が出てくるようになった。
その結果として、香港民族論や香港城邦論など香港と中国をわける新しい考え方が登場することになる。また、本土民主前線、青年新政、香港民族党、香港衆志はこの流れの中から生まれてくることになった。六四燭光晩会は支連会が主催しており、香港衆志の自決派は参加したものの香港本土派は参加せず別の場所で五区六四集会とよばれる討論会を開いた。

### 国家安全法成立後
国家安全法成立後は支連会も、中国からの様々な圧力や妨害から逃れられなくなっており、天安門事件の記念館をデジタル化することとした。
2021年4月には元主席を務めた経験のある何俊仁が香港国家安全維持法違反で有罪判決を受けた。同年9月9日には李卓人主席ら幹部3人が香港国家安全維持法の国家政権転覆扇動罪で起訴された。圧力の強まりを受け、9月25日に会員総会を開き、賛成41票、反対4票の賛成多数で解散を決議した。

## 歴任主席
- 司徒華（1989年5月21日－2011年1月2日）
- 李卓人（中国語版）（2011年1月2日－2014年12月15日）
- 何俊仁（中国語版）（2014年12月15日－2019年12月8日）
- 李卓人（中国語版）（2019年12月8日－2021年9月25日）